# Нортвей-Вілледж (Аляска)
Нортвей-Вілледж (англ. Northway Village) — переписна місцевість (CDP) в США, в окрузі Саутіст-Фейрбенкс штату Аляска. Населення — 98 осіб (2010).

## Географія
Нортвей-Вілледж розташований за координатами 62°58′55″ пн. ш. 141°55′37″ зх. д. / 62.98194° пн. ш. 141.92694° зх. д. (62.981892, -141.926949).  За даними Бюро перепису населення США в 2010 році переписна місцевість мала площу 6,10 км², з яких 6,09 км² — суходіл та 0,01 км² — водойми.

## Демографія
Згідно з переписом 2010 року, у переписній місцевості мешкало 98 осіб у 30 домогосподарствах у складі 19 родин. Густота населення становила 16 осіб/км².  Було 35 помешкань (6/км²).
Расовий склад населення:
| - 77,6 % — корінних американців - 2,0 % — білих |

До двох чи більше рас належало 20,4 %. Частка іспаномовних становила 0,0 % від усіх жителів.
За віковим діапазоном населення розподілялося таким чином: 24,5 % — особи молодші 18 років, 58,2 % — особи у віці 18—64 років, 17,3 % — особи у віці 65 років та старші. Медіана віку мешканця становила 33,0 року. На 100 осіб жіночої статі у переписній місцевості припадало 108,5 чоловіків;  на 100 жінок у віці від 18 років та старших — 131,2 чоловіків також старших 18 років.
За межею бідності перебувало 50,0 % осіб, у тому числі 65,0 % дітей у віці до 18 років та 26,9 % осіб у віці 65 років та старших.
Цивільне працевлаштоване населення становило 15 осіб. Основні галузі зайнятості: освіта, охорона здоров'я та соціальна допомога — 60,0 %, роздрібна торгівля — 26,7 %, будівництво — 13,3 %.